# Lista över aktiva fartyg i grekiska flottan
Detta är en lista över fartyg som för närvarande tjänstgör i grekiska flottan.

## Fregatter
- 4 × fregatter av typ Meko-200HN
  - HS Hydra (F 452)    Φ/Γ Ύδρα
  - HS Spetsai (F 453)    Φ/Γ Σπέτσαι
  - HS Psara (F 454)    Φ/Γ Ψαρά
  - HS Salamis (F 455)    Φ/Γ Σαλαμίς

- 2 x Standard-klass fregatter - Elli-klass[1]
  - HS Elli (F 450) Φ/Γ 'Ελλη
  - HS Limnos (F 451) Φ/Γ Λήμνος

- 8 × Standardklass fregatter - Kortenaer-klass
  - HS Adrias (F 459)    Φ/Γ Αδρίας. f.d. holländska flottans HNLMS Callenburgh, F-808
  - HS Aigaion (F 460)    Φ/Γ Αιγαίον. f.d. holländska flottans HNLMS Banckert, F-810
  - HS Navarinon (F 461)    Φ/Γ Ναυαρίνον. f.d. holländska flottans HNLMS Van Kinsbergen, F-809
  - HS Kountouriotis (F 462)    Φ/Γ Κουντουριώτης. f.d. holländska flottans HNLMS Kortenaer, F-807
  - HS Bouboulina (F 463)    Φ/Γ Μπουμπουλίνα. f.d. holländska flottans HNLMS Pieter Florisz, f.d. HNLMS Willem van der Zaan, F-826
  - HS Kanaris (F 464)    Φ/Γ Κανάρης. f.d. holländska flottans Jan van Brakel, F-825
  - HS Themistokles (F 465)    Φ/Γ Θεμιστοκλής. f.d. holländska flottans Philips van Almonde, F-823
  - HS Nikiforos Fokas (F 466)    Φ/Γ Νικηφόρος Φωκάς. f.d. holländska flottans Bloys van Treslong, F-824

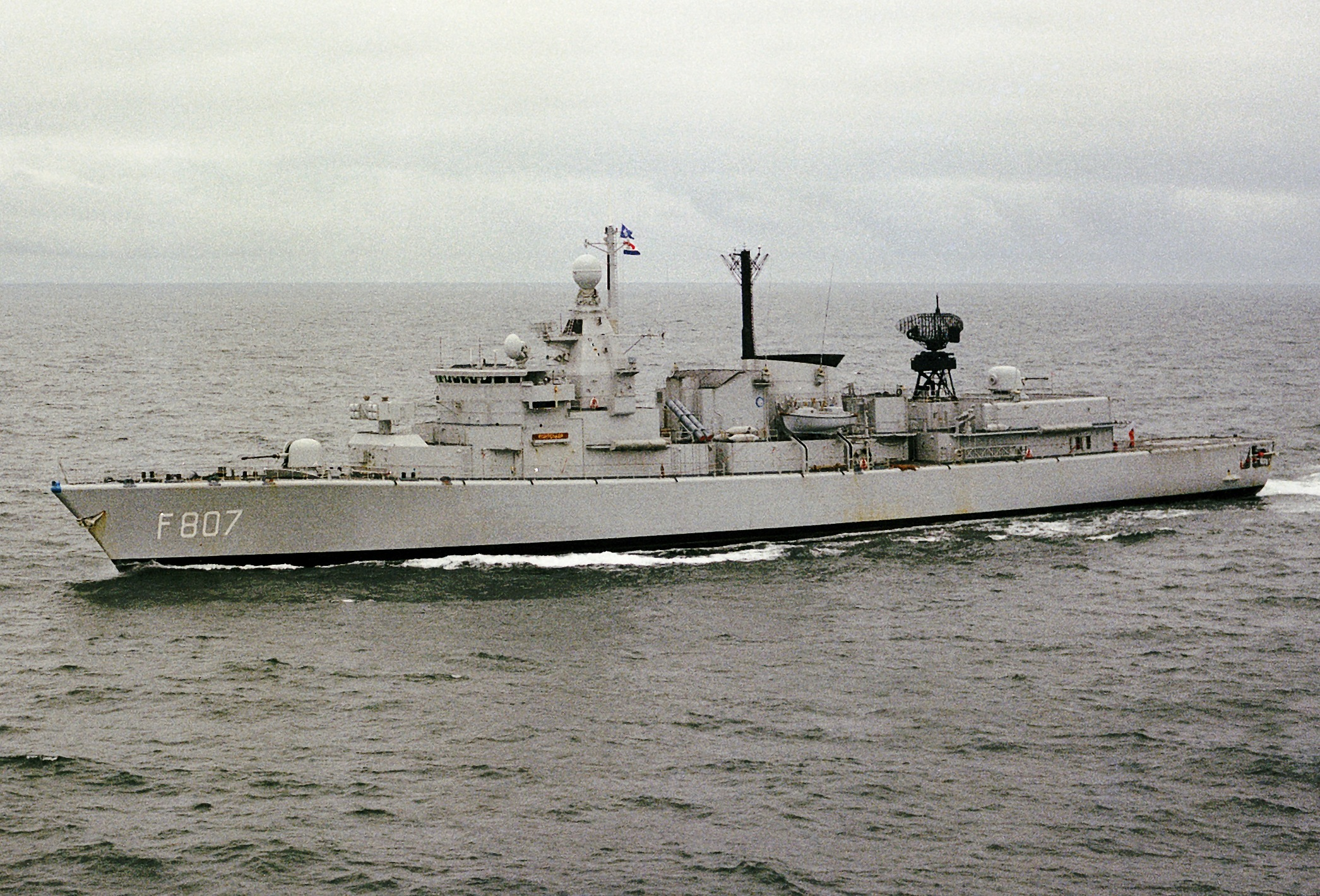
HS "Kountouriotis" (F 462) - Kortenaer-klass.

- Sex Standard-klass fregatter genomgår för närvarande en modernisering vid Hellenic Shipyards.

## Robotbåtar
- 4 × Roussen (Super-Vita) klass, plus en under konstruktion
  - PCFG Roussen (P 67)    ΤΠΚ Ρουσσέν
  - PCFG Daniolos (P 68)    ΤΠΚ Δανιόλος
  - PCFG Krystallidis (P 69)    ΤΠΚ Κρυσταλλίδης
  - PCFG Grigoropoulos (P 70)    ΤΠΚ Γρηγορόπουλος (i tjänst oktober 2010)
  - PCFG Ritsos  (P 71)    ΤΠΚ Ριτσος (under konstruktion)

- 4 × La Combattante III-klass

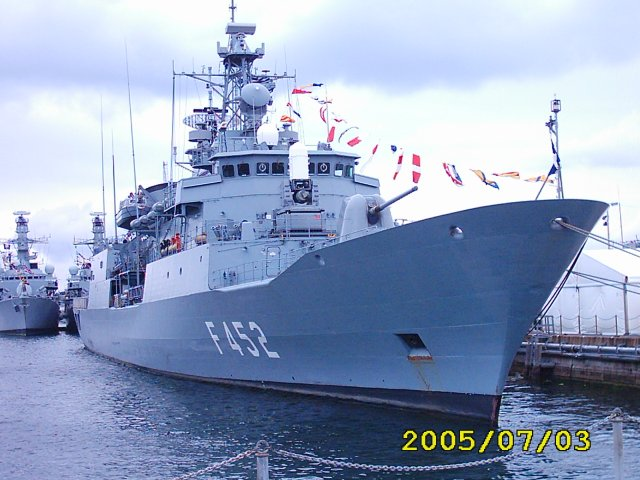
HS Hydra (F-452) vid HMNB Portsmouth, Storbritannien.

  - PCFG Antiploiarchos Laskos (P20)    ΤΠΚ Λάσκος
  - PCFG Plotarchis Blessas (P21)    ΤΠΚ Μπλέσσας
  - PCFG Ypoploiarchos Mykonios (P22)    ΤΠΚ Μυκόνιος
  - PCFG Ypoploiarchos Troupakis (P23)    ΤΠΚ Τρουπάκης
  - PCFG Simaioforos Kavaloudis (P24)    ΤΠΚ Καβαλούδης
  - PCFG Ypoploiarchos Degiannis (P26)    ΤΠΚ Ντεγιάννης
  - PCFG Simaioforos Xenos (P27)    ΤΠΚ Ξένος
  - PCFG Simaioforos Simitzopoulos (P28)    ΤΠΚ Σιμιτζόπουλος
  - PCFG Simaioforos Starakis (P29)    ΤΠΚ Σταράκης

- 6 × La Combattante IIa-klass. F.d. tyska flottans Tiger-klass.
  - PCFG Botsis (P 72)    ΤΠΚ Βότσης.
  - PCFG Pezopoulos (P 73)    ΤΠΚ Πεζόπουλος.
  - PCFG Maridakis (P 75)    ΤΠΚ Μαριδάκης. F.d. FGS Haher, P 6151

## Ubåtar
- 3 × Glavkos-klass (Typ 209-1100 ubåt - Neptune I uppgradering)
  - Nirefs (S-111)    Υ/Β Νηρεύς
  - Triton (S-112)    Υ/Β Τρίτων
  - Protefs (S-113)    Υ/Β Πρωτεύς

- 4 × Poseidon-klass (Typ 209-1200 ubåt - Neptune II uppgradering)
  - Poseidon (S-116)    Υ/Β Ποσειδών
  - Amphitriti (S-117)    Υ/Β Αμφιτρίτη
  - Okeanos (S-118)    Υ/Β Ωκεανός
  - Pontos (S-119)    Υ/Β Πόντος

- 1 × Papanikolis-klass (Typ 214 ubåt), plus tre under konstruktion
  - Papanikolis (S-120) Υ/Β Παπανικολής
  - Pipinos (S-121) Υ/Β Πιπίνος (under konstruktion)
  - Matrozos (S-122) Υ/Β Ματρώζος (under konstruktion)
  - Katsonis (S-123) Υ/Β Κατσώνης (under konstruktion)

## Landstigningsfartyg
Landing Craft:

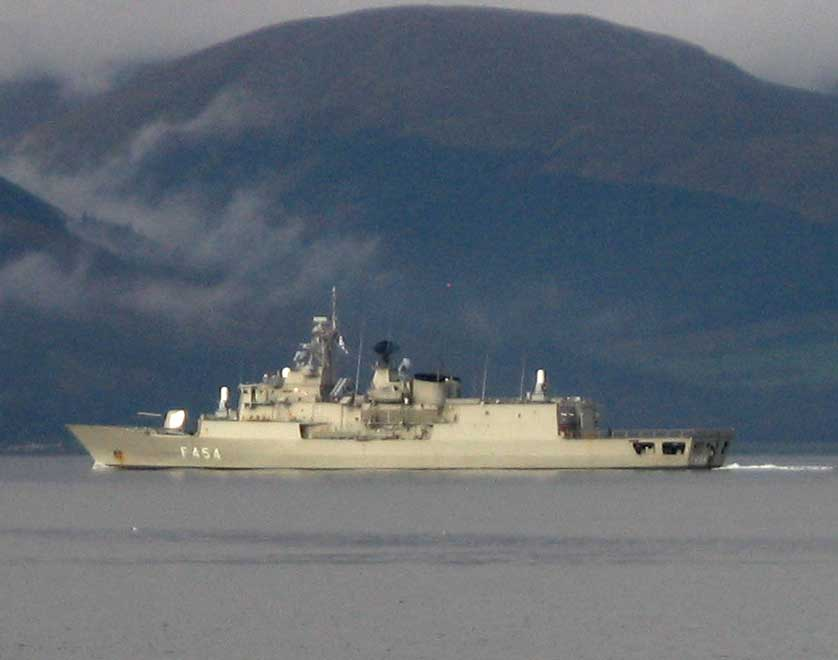
HS Psara (F 454) seglar ner för Firth of Clyde i början av den multinationella övningen "Neptune Warrior".

- 5 × landstigningsfartyg Jason-klass (LST)
  - LST Chios (L 173)    Α/Γ Χίος
  - LST Samos (L 174)    Α/Γ Σάμος
  - LST Ikaria (L 175)    Α/Γ Ικαρία
  - LST Lesbos (L 176)    Α/Γ Λέσβος
  - LST Rodos (L 177)    Α/Γ Ρόδος

- 4 × Barbe-klass (LCU, klass 520)
  - LSH Ios  (L-167)    Α/Β 'Ιος (baserad vid Salamis flottbas)
  - LSH Paros  (L-179)    Α/Β Πάρος (baserad vid Salamis flottbas)
  - LSH Sikinos  (L-168)    Α/Β Σίκινος
  - LSH Pholegandros (L-170)    Α/Β Φολέγανδρος

- 4 × landstigningssvävare klass Zubr/Pomornik (LCAC)
  - LCAC Kephallinia (L180)    ΠΤΜ Κεφαλληνία
  - LCAC Ithaki (L181)    ΠΤΜ Ιθάκη
  - LCAC Kerkyra (L182)    ΠΤΜ Κέρκυρα
  - LCAC Zakynthos (L183)    ΠΤΜ Ζάκυνθος

## Kanonbåtar
- 2 × Osprey 55-klass
  - PG Armatolos (P 18)    Κ/Φ Αρματωλός
  - PG Navmachos (P 19)    Κ/Φ Ναυμαχός

- 2 x HSY-55-klass
  - PG Kasos (P 57)    Κ/Φ Κάσος
  - PG Polemistis (P 61)    Κ/Φ Πολεμιστής

- 4 × Osprey HSY-56A-klass
  - PG Machitis (P 266)    Κ/Φ Μαχητής
  - PG Nikiphoros (P 267)    Κ/Φ Νικηφόρος
  - PG Aittitos (P 268)    Κ/Φ Αήττητος
  - PG Krataios (P 269)    Κ/Φ Κραταιός

- 2 × Asheville-klass
  - PC/PG Tolmi (P 229)    Κ/Φ Τόλμη
  - PC/PG Ormi (P 230)    Κ/Φ Ορμή

## Minfartyg
- 5 × kustminsvepare (MSC-294-klass)

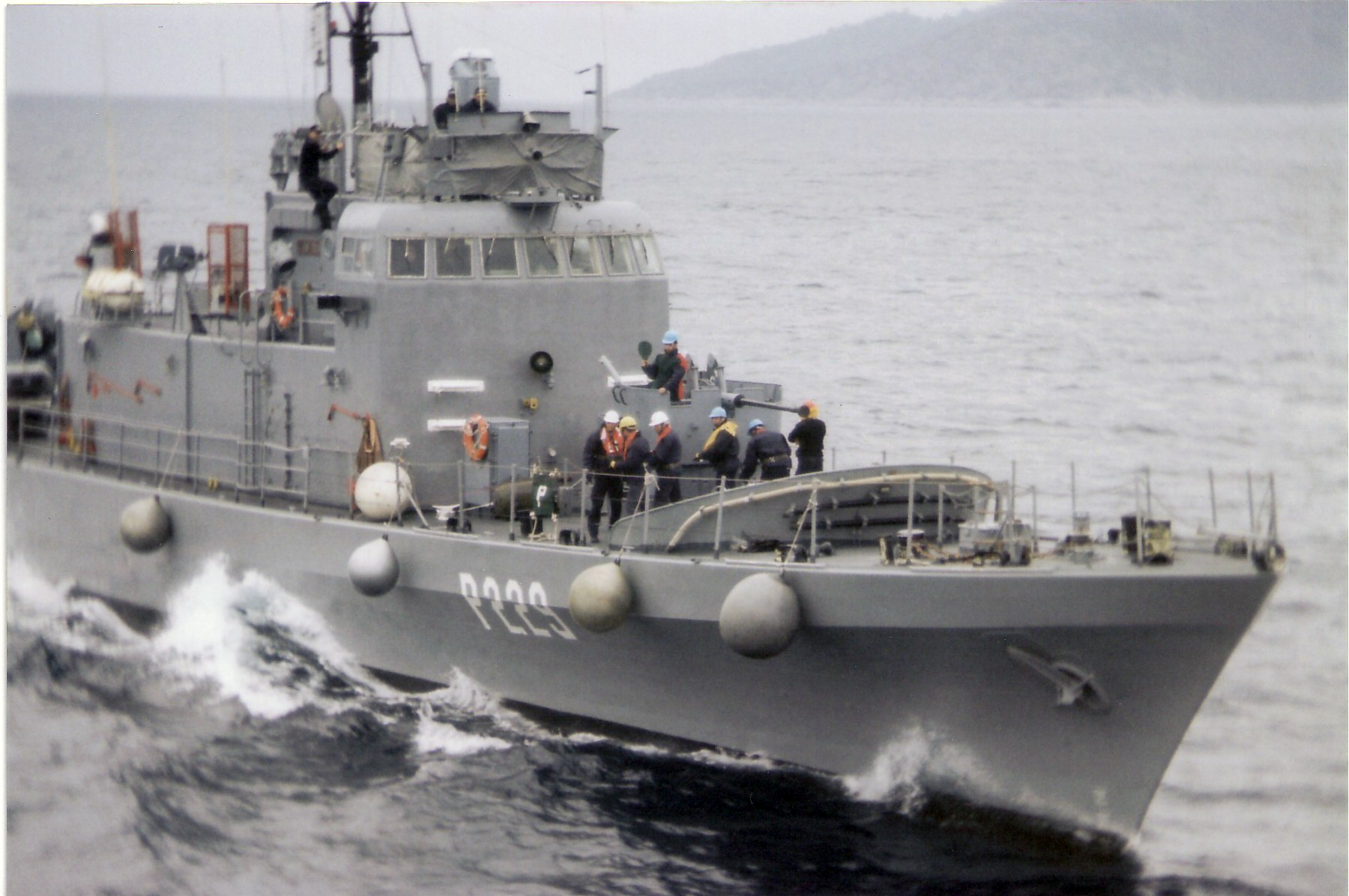
PC/PG Tolme (P 229) ur grekiska flottan.

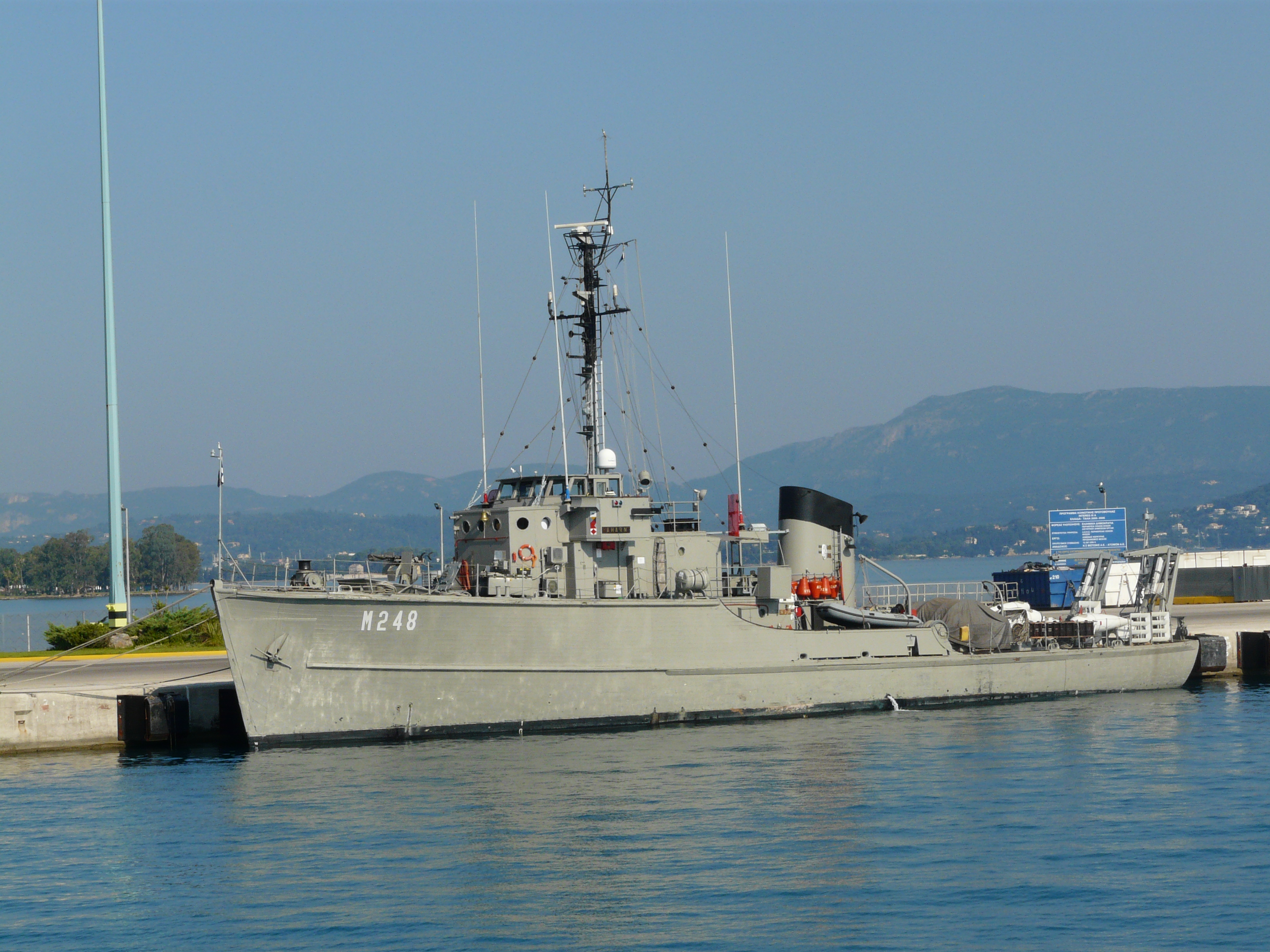
MSC Pleias (M 248) Ν/Α Πλειάς. F.d. amerikanska flottans USS MSC-314.

  - MSC Alkyon (M 211)    Ν/Α Αλκυών. F.d. amerikanska flottans USS MSC-319
  - MSC Avra (M 214)    Ν/Α Αύρα. F.d. amerikanska flottans USS MSC-318
  - MSC Aidon (M 240)    Ν/Α Αηδών. F.d. amerikanska flottan
  - MSC Kichli (M 241)    Ν/Α Κίχλη. F.d. amerikanska flottan
  - MSC Pleias (M 248)    Ν/Α Πλειάς. F.d. amerikanska flottans USS MSC-314

- 2 × Hunt-klass minröjningsfartyg
  - MCMV Evropi (M 62)    Ν/ΘΗ Ευρώπη. F.d. brittiska flottans HMS Bicester (M36)
  - MCMV Kallisto (M 63)    Ν/ΘΗ Καλλιστώ. F.d. brittiska flottans HMS Berkeley (M40)

- 2 × Osprey class coastal minehunters
  - MSC Evniki (M 61) Ν/Α Ευνίκη. Ex USN USS Pelican, MHC-53
  - MSC Calypso (M 64) Ν/Α Καλυψώ. Ex USN USS Heron, MHC-52.

## Kustpatrullbåtar
- 4 × Nasty-klass kustpatrullbåtar, konverterad motortorpedbåt
  - CP Andromeda (P-196, f.d. P-21)  ΠΠ Ανδρομέδα
  - CP Kyknos (P-198, f.d. P-24)  ΠΠ Κύκνος
  - CP Pegasus (P-199, f.d. P-25)  ΠΠ Πήγασος
  - CP Toxotis (P-228, f.d. P-26)  ΠΠ Τοξότης

- 2 x Esterel-klass  kustpatrullbåtar
  - CP Diopos Antoniou (Ρ-286)  ΠΠ Κ/Β Δίοπος Αντωνίου
  - CP Kelefstis Stamou (Ρ-287)  ΠΠ Κ/Β Κελευστής Στάμου

## Oljetankersoch trängfartyg
- 1 × AOR Etna-klass

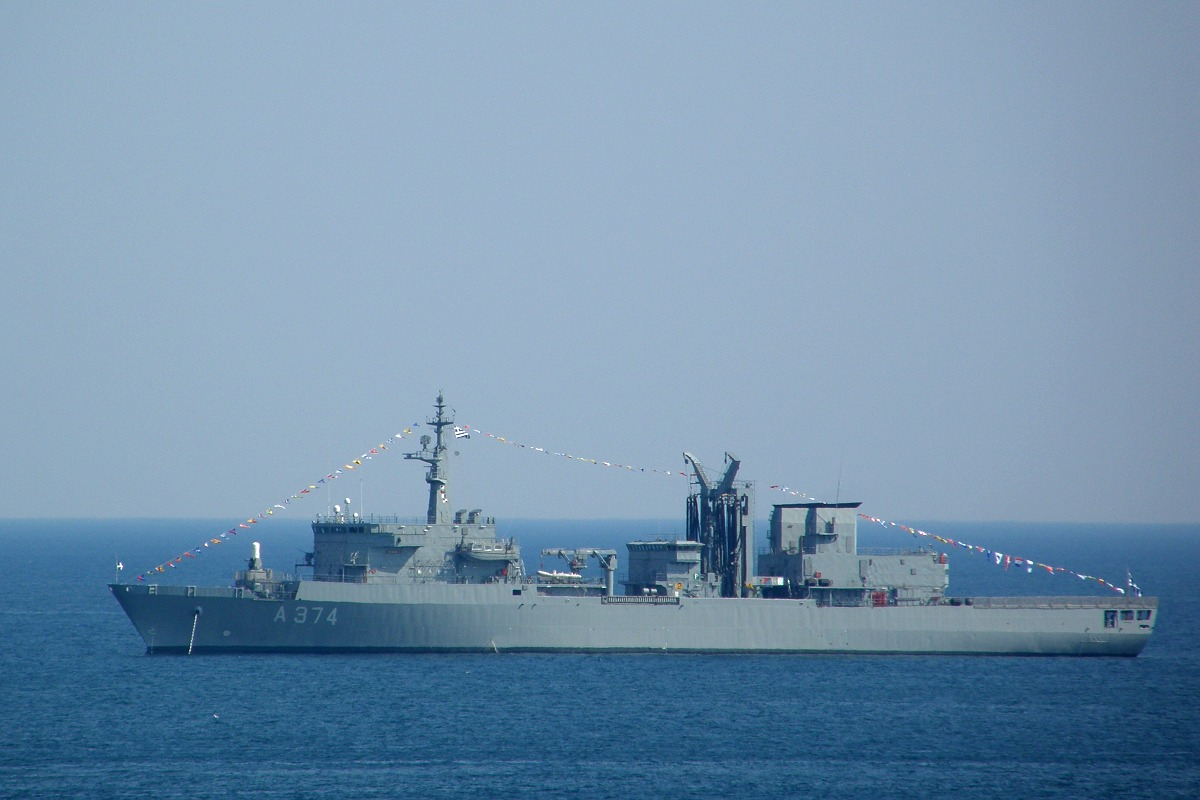
HS Prometheus (A-374).

  - AOR Promithefs (A 374)    ΠΓΥ Προμηθεύς

- 2 × Luneburg (tyska flottans klass 701C)
  - AO Axios (A 464)    Π/Φ Αξιός
  - AO Aliakmon (A 470)     Π/Φ Αλιάκμων

- 4 × Oljetankers
  - OT Zefs (A 375) Π/Φ Ζεύς
  - OT Ouranos (A 416) Π/Φ Ουρανός
  - OT Hyperion (A 417) Π/Φ Υπερίων
  - OT Orion (A 376) Π/Φ Ωρίων

## Trupptransportfartyg
- 2 × trupptransportfartyg

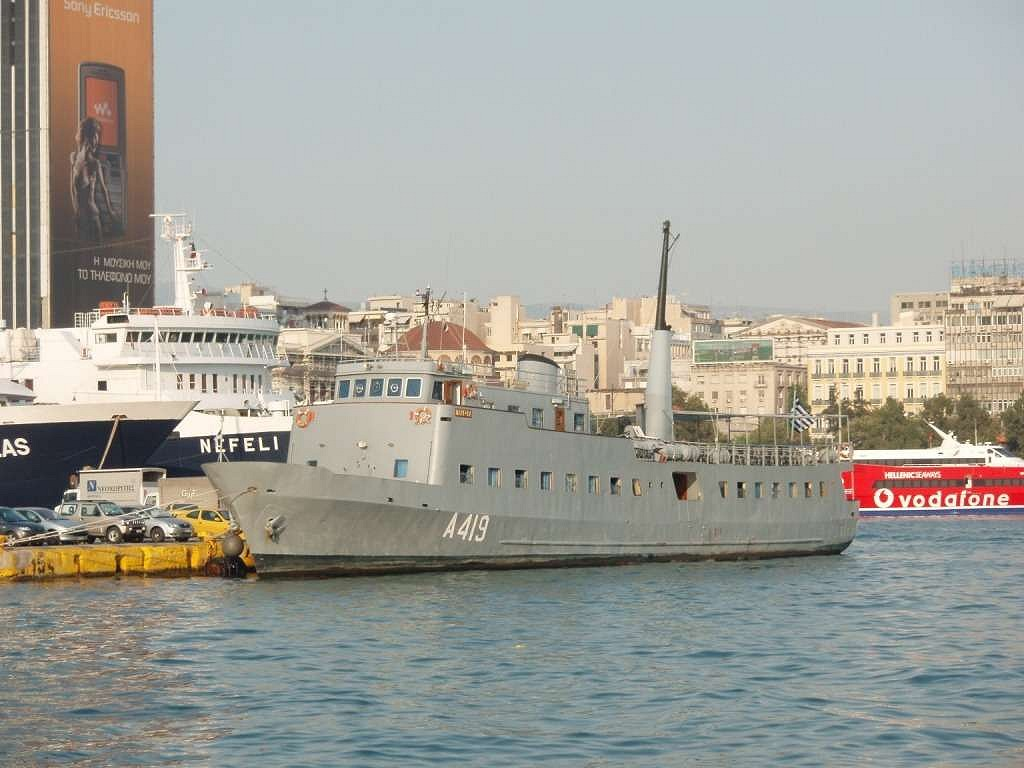
HS Pandora (A-419).

  - PTV Pandora (A-419) ΠΜΠ Πανδώρα (baserad vid Salamis flottbas)
  - PTV Pandrosos (A-420) ΠΜΠ Πάνδροσος (baserad vid Salamis flottbas)

- 2 konverterade landstigningsfartyg
  - PTV Naxos (L-178) ΠΜΠ Νάξος (baserad vid Salamis flottbas)
  - PTV Seriphos (L-195) ΠΜΠ Σέριφος (baserad vid Salamis flottbas)

## Hydrografiska fartyg
- MRV Naftilos (A-478) Υ/Γ-Ω/Κ Ναυτίλος
- OCV Pytheas (A-474) Υ/Γ-Ω/Κ Πυθέας
- OCV Strabon (A-476) Υ/Γ-Ω/Κ Στράβων
- OCV Akatos 14 (AΚ-14) Υ/Γ-Ω/Κ Άκατος 14

## Bogserbåtar

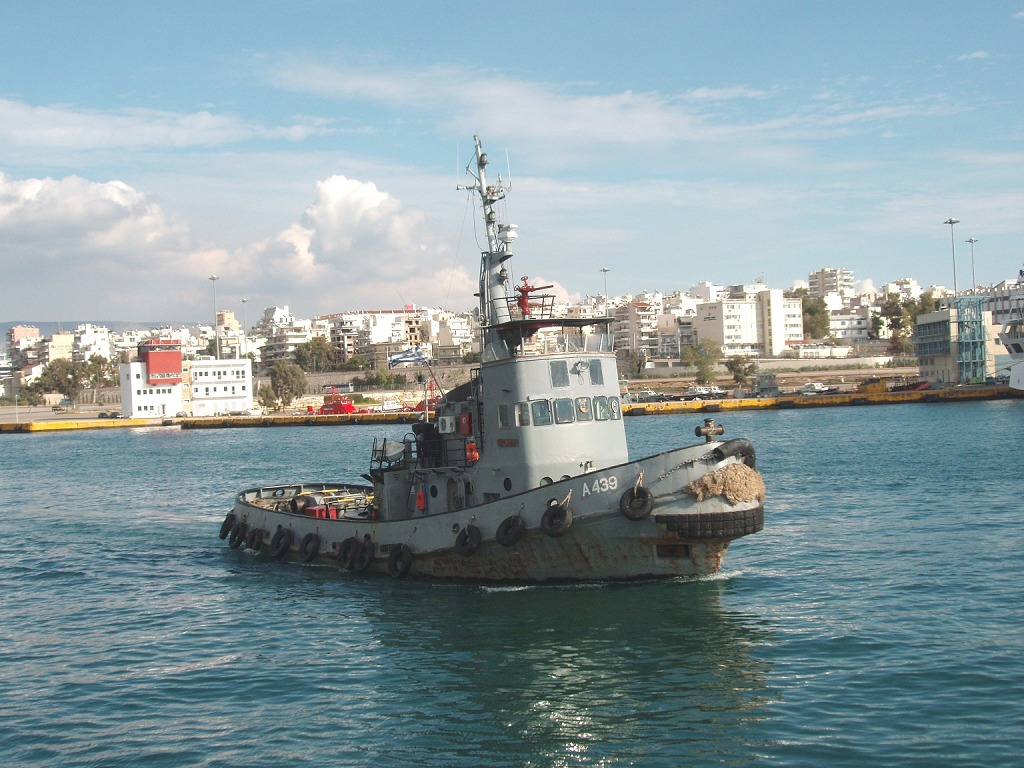
Bogserbåten HS Atreus (A-439).

Grekiska flottan opererar en blandad flotta av bogserbåtar baserade vid de två stora flottbaserna Salamis och Soudabukten. Listan inkluderar både bogserbåtar för öppet hav och för hamnar.
- - T/B Aias (A-412) Ρ/Κ Αίας (baserad vid Soudabukten)
  - T/B Gigas (A-432) Ρ/Κ Γίγας (baserad vid Soudabukten)
  - T/B Kekrops (A-435) (baserad vid Soudabukten)
  - T/B Kadmos (A-428) (baserad vid YNTEL-Leros)
  - T/B Danaos (A-427) Ρ/Κ Δαναός
  - T/B Iason (A-424) Ρ/Κ Ιάσων  (baserad vid Soudabukten)
  - T/B Minos (A-436) Ρ/Κ Μίνως (baserad vid Soudabukten)
  - T/B Nestor (A-421) Ρ/Κ Νέστωρ (baserad vid Soudabukten)
  - T/B Pelias (A-437) Ρ/Κ Πελίας (baserad vid Soudabukten)
  - T/B Persefs (A-429) Ρ/Κ Περσεύς (baserad vid Soudabukten)
  - T/B Adamastos (A-411) Ρ/Κ Αδάμαστος
  - T/B Atrefs (A-439) Ρ/Κ Ατρεύς (baserad vid Salamis flottbas)
  - T/B Atromitos (A-410) Ρ/Κ Ατρόμητος
  - T/B Achillefs (A-431) Ρ/Κ Αχιλλεύς (baserad vid Soudabukten)
  - T/B Atlas (A-430) Ρ/Κ Άτλας (baserad vid Soudabukten)
  - T/B Diomidis (A-440) Ρ/Κ Διομήδης (baserad vid Salamis flottbas)
  - T/B Odyssefs (A-425) Ρ/Κ Οδυσσεύς (baserad vid Salamis flottbas)
  - T/B  Romaleos (A-442) Ρ/Κ Ρωμαλέος (baserad vid Salamis flottbas)
  - T/B  Thisefs (A-441) Ρ/Κ Θησεύς (baserad vid Salamis flottbas)

## Andra trängfartyg

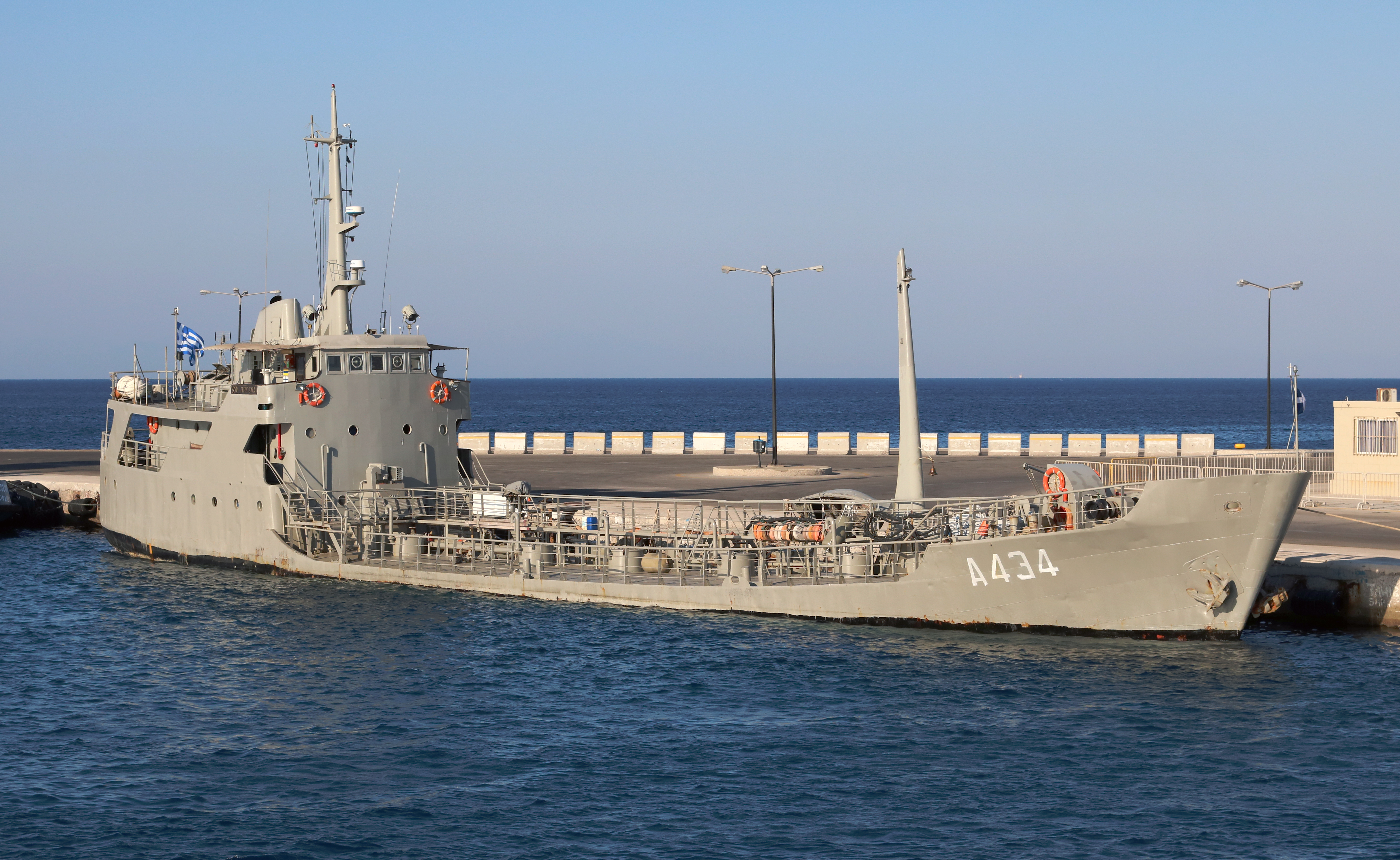
WT Prespa (A 434)

- 1 x Thetis (AN 103) klass, nät/boj tender
  - MRV Thetis (A 307) ΦΘ Θέτις

- 2 × fyrtendrar
  - LTV Karavogiannos (A-479) ΠΦΑ Καραβόγιαννος
  - LTV Lykoudis (A-481) ΠΦΑ Λυκούδης

- 6 × vattentankers
  - WT Kalliroi (A 468) Υ/Φ Καλλιρόη
  - WT Trichonis (A 466) Υ/Φ Τριχωνίς
  - WT Doirani (A 476) Υ/Φ Δοϊράνη
  - WT Kerkini (A 433) Υ/Φ Κερκίνη
  - WT Prespa (A 434) Υ/Φ Πρέσπα
  - WT Stymphalia (A 469) Υ/Φ Στυμφαλία

- 3 x torpedbärgningsfartyg(f.d. tyska flottans klass 430/430A)
  - Arachthos (A-461) ΠΑΤ Αραχθός
  - Evrotas (A-460) ΠΑΤ Ευρώτας
  - Nestos (A-463) ΠΑΤ Νέστος